# جان بسوتریک
جان بسوتریک (انگلیسی: Jon Beswetherick؛ زادهٔ ۱۵ ژانویهٔ ۱۹۷۸) بازیکن فوتبال اهل بریتانیا است.
از باشگاه‌هایی که در آن بازی کرده‌است می‌توان به باشگاه فوتبال شفیلد ونزدی، باشگاه فوتبال سوئیندون تاون، باشگاه فوتبال سالزبری سیتی، باشگاه فوتبال مکلسفیلد تاون، باشگاه فوتبال بریستول راورز، باشگاه فوتبال وستون سوپر مار، باشگاه فوتبال کیدرمینستر هاریرس، باشگاه فوتبال پلیموث آرگیل، و باشگاه فوتبال فارست گرین راورز اشاره کرد.